# 60S ribosomal protein L28
60S ribosomal protein L28 ("białko 60S-rybosomalne L28") – białko kodowane u człowieka genem RPL28.

## Funkcja
Rybosomy to organella komórkowe prowadzące syntezę białek. Składają się (u eukariontów) z podjednostki małej 40S oraz dużej 60S. Podjednostki te razem składają się z 4 rodzajów RNA i około 80 strukturalnie odrębnych białek. RPL14 koduje białko rybosomalne wchodzące w skład podjednostki 60S. Białko to należy do rodziny białek rybosomalnych l28E. Jako białko rybosomalne ulokowane jest w cytoplazmie. Obserwowano zmienną ekspresję genu RPL28 w przypadku raka jelita grubego w porównaniu z normalną tkanką. Nie znaleziono jednak żadnych korelacji pomiędzy poziom tejże ekspresji a ciężkością choroby. Co typowe dla genów kodujących białka rybosomów, w obrębie genomu znajdują się liczne rozsiane pseudogeny tego genu.